# Canuellidae
Canuellidae é uma família de crustáceos da ordem Canuelloida.